# واشپور
واشپور (به مجاری:  Vaspör) یک سکونتگاه مسکونی در مجارستان است که در زالا واقع شده‌است.